# Sung Yun Liang
Sung Yun Liang (o Song Jun Liang, o Sung-yun Liang (1935) es un botánico y profesor chino. Desarrolla actividades académicas en el "Instituto de Botánica, de la Academia Sinica.

## Algunas publicaciones

### Libros
- stephen g. Haw, sung-yun Liang. 1986. The lilies of China: the genera Lilium, Cardiocrinum, Nomocharis and Notholirion. Edición ilustrada de Timber Press, 172 pp. ISBN 0881920347

- liang sung-Yun, zhang wu-Xiu. 1985. Pollen morphology of the genus Nomocharis and its delimination with Lilium. Sonderdruck aus: Acta Phytotaxonomica Sinica, 23, 6

- Sing Chi Chen, Jie-mei Xu, Sung-yun Liang, Zhan-huo Tsi, Kai-yung Lang, Zu-mei Mao, Lang-san Shue. 1980. Flora reipublicae popularis Sinicae delectis florae reipublicae popularis Sinicae agendae academiae Sinicae edita: Tom 14. Angiospermae. Monocotyledoneae. Liliaceae (1). Volumen 14 de Flora reipublicae popularis Sinicae. Editor Science Press, 308 pp.

- fa-tsuan Wang, sing-chi Chen, ching-yu Chang, lun-kai Dai, sung-yun Liang, yen-chen Tang, liang Liou, kai-yung Lang. 1978. Flora reipublicae popularis Sinicae delectis florae reipublicae popularis Sinicae agendae academiae Sinicae edita: Tom 15. Angiospermae. Monocotyledoneae. Liliaceae (2). Vol. 15 de Flora reipublicae popularis Sinicae. Ed. Institutum Botanicum Academiae. 280 pp.

- La abreviatura «S.Yun Liang» se emplea para indicar a Sung Yun Liang como autoridad en la descripción y clasificación científica de los vegetales.[2]